# Bocșa (Sălaj)
Bocșa é uma comuna romena localizada no distrito de Sălaj, na região histórica da Crișana (parte da Transilvânia). A comuna possui uma área de 47.34 km² e sua população era de 3492 habitantes segundo o censo de 2007.